# Hoobastank
Hoobastank é uma banda de rock dos Estados Unidos formada na cidade de Agoura Hills, Califórnia em 1994. A banda é composta por Douglas Robb (vocal), Dan Estrin (guitarra), Chris Hesse (bateria) e Jesse Charland (baixo).

## História

### Início de carreira (1994–2000)
A banda foi formada no subúrbio de Agoura Hills em Los Angeles, em 1994. De acordo com o baterista Chris Hesse, o vocalista Doug Robb e o guitarrista Dan Estrin estavam competindo num concurso de bandas no colégio quando se impressionaram com as habilidades do oponente. Então, eles deixaram os grupos que faziam parte e resolveram se juntar com o baixista Markku Lappainem e o baterista Chris Hesse para formar a banda Hoobastank, que na época o seu nome se escrevia "Hoobustank" (pronunciada da mesma forma que "Hoobastank"). Em uma entrevista para o Launch Yahoo!, Doug Robb disse que o nome não tinha qualquer significado especial: "Você vai me perguntar o que isso significa. Isso não quer dizer nada. E é muito curioso, é uma daquelas velhas brincadeiras típicas do ensino médio; palavras que realmente não querem dizer nada". Mike Shinoda e Brad Delson do Linkin Park, frequentaram o mesmo colégio, Agoura High School, como os membros do Hoobastank.
O grupo começou se apresentando no Cobalt Cafe, em sua área local, juntamente com a banda Incubus, entre outras. Algum tempo depois, os garotos estavam no circuito West Coast, um evento musical nos Estados Unidos. Já em 1998, lançaram um álbum independente chamado They Sure Don't Make Basketball Shorts Like They Used To. As vendas dos discos foram boas e, um tempo depois, atingiu a internet, o que gerou fãs do Hoobastank no exterior, e haviam desenvolvido uma forte reputação no sul da Califórnia. Isso atraiu interesse da Island Records, que assinou posteriormente com o grupo em 2000.

### Hoobastank(2001–2002)

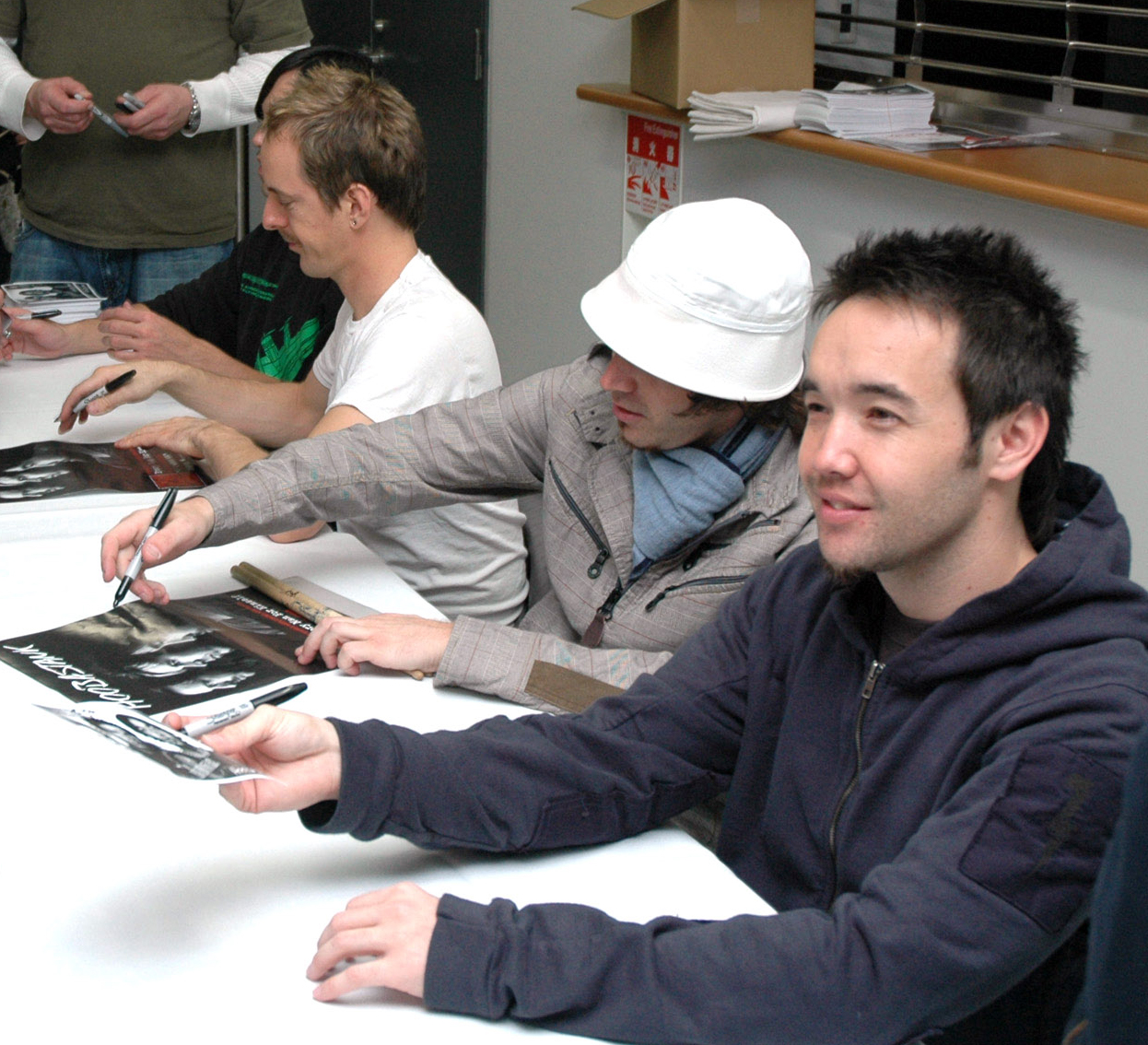
A banda distribuindo autógrafos.

Em novembro de 2001, lançam o seu álbum de estreia Hoobastank. O primeiro single foi "Crawling in the Dark", que teve um grande avanço alcançando a 68ª posição na parada musical Billboard Hot 100, 3ª na Modern Rock e 7ª na Mainstream Rock. O segundo single "Running Away" foi ainda mais bem-sucedido alcançando a 44ª posição na Hot 100.
No entanto, o álbum recebeu muitas opiniões negativas incluindo uma classificação de 2,5 estrelas no All Music Guide, que inclui a citação: "Nada aqui vai mudar o mundo, mas o fato de estes caras não parecerem inclinados em direção a preencher qualquer agenda ou a atender a um público específico é promissor".
O álbum alcançou o reconhecimento internacional com a banda excursionando pela Europa e Ásia com o apoio da gravadora. "Remember Me", o terceiro single lançado deste álbum, foi um hit mais moderado, alcançando a 23ª posição no Modern Rock e a 9ª no Mainstream Rock. A banda também fez uma canção chamada "Losing My Grip" para a trilha sonora do filme The Scorpion King. No final de 2001, foram convidados para tocar no Salão da Fama do Rock and Roll, devido ao sucesso do álbum.

### The Reason(2003–2005)
A banda entrou em estúdio em 2003 com o produtor Howard Benson, no entanto, a gravação foi interrompida durante um mês quando Dan Estrin ficou gravemente ferido num acidente com miniaturas de motos em agosto na House of Blues em Myrtle Beach. Estrin havia se recuperado em outubro e saiu com a banda na turnê Nokia Unwired com The All-American Rejects e Ozomatli em novembro. Seu segundo álbum, intitulado The Reason, foi lançado em dezembro de 2003. O single "Same Direction" foi disponibilizado para download no site da banda. Doug Robb diz no site: "Algumas canções nesse disco são sobre religião e minha completa falta de interesse por ela", diz. "Muitas são questionamentos de tudo que as pessoas vêem. Não é tudo sobre religião. "Out of Control" foi baseada nisso e é sobre abrir os olhos depois de ser cegado por ter sido devoto de alguma coisa. Pode ser sobre uma pessoa que dedica sua vida para o trabalho e acaba se sentindo perdida e, bem, fora de controle."
O primeiro single do álbum, "Out of Control", apresenta o lado mais agressivo do quarteto, e toca em um tema comum no álbum. Foi a última canção gravada para o disco, e foi composta depois que eles pensaram já ter o terminado. "Same Direction" atingiu a 9ª posição no Modern Rock, 16ª no Mainstream Rock e 16ª no World Modern Rock (com base nos Estados Unidos, Alemanha, Suécia, Finlândia, Canadá e Austrália). Um ano mais tarde, a coleção de DVDs Let It Out é lançada. Também gravaram uma versão da canção "Do Ya Think I'm Sexy", de Rod Stewart, que não chegou a entrar no disco.
A faixa título "The Reason" foi lançada como single durante o primeiro semestre de 2004. Tornou-se um enorme sucesso atingindo a 2ª posição na Billboard Hot 100. A canção também foi tocada durante o episódio final de Friends, no episódio 11, de nome "Apagado" da 3ª temporada de Smallville e no Brasil, foi incluída na trilha sonora da novela Começar de Novo. No Canadá, ela ficou 21 semanas no topo, estabelecendo um novo recorde pelo maior tempo na primeira posição. Entretanto, nos Estados Unidos, o álbum chegou em 3º na parada de álbuns Billboard 200. O perfil da banda foi reforçado internacionalmente em uma turnê mundial com o Linkin Park no início de 2004, na promoção de seu álbum Meteora.

### Every Man for Himself(2006–2007)
Em 2005 co-organizaram uma turnê com o Velvet Revolver, a banda recebeu uma fria recepção do público e alguns rumores de uma rixa entre Robb e o vocalista do Velvet Scott Weiland foram logo enchendo os fóruns de mensagens na Internet. Doug mais tarde disse em uma entrevista online à MTV News que ele não tem nada contra Scott Weiland ou qualquer outro membro do Velvet Revolver.
O terceiro álbum de estúdio Every Man for Himself foi lançado em maio de 2006 e estreou em 12º na parada Billboard 200. Três singles, "If I Were You", "Inside of You" e "Born to Lead", foram lançados, sendo que todos eles não obtiveram boas colocações nas tabelas. Outro single, "If Only", foi planejado para ser lançado, mas foi cancelado por razões desconhecidas, possivelmente devido ao baixo posicionamento nas tabelas dos três primeiros singles. Apesar disso, o álbum foi certificado ouro nos Estados Unidos.

### For(n)evereThe Greatest Hits(2008–2009)
Em 2 de junho de 2008, Robb postou uma atualização em seu site temporário, anunciando que o processo de gravação do seu próximo álbum estava quase todo feito, e bastava apenas definir uma data de lançamento dentro de algumas semanas.
O primeiro single do álbum é "My Turn", que estreou nas rádios em 13 de outubro. For(n)ever foi lançado em 27 de janeiro de 2009, conforme anunciado por Doug Robb em seu blog na página oficial da banda, sendo este o quarto álbum de estúdio do grupo.
A coletânea The Greatest Hits: Don't Touch My Moustache foi lançada em 5 de agosto de 2009 pela Universal Records no Japão. A edição deluxe teve as faixas selecionadas a partir de seus primeiros quatro álbuns por fãs no site oficial da banda na gravadora.

## Em Portugal
Em março de 2005 a banda actuou no Coliseu de Lisboa e no Hard Club em Gaia, num evento promovido pela rádio Mega Fm (actual Mega Hits) chamado Mega Fm Live.
A banda atuou nos dias 30 de Julho de 2011, no TMN Ao Vivo em Lisboa e no dia 2 de agosto de 2011 nas Festas da Praia 2011, na cidade da Praia da Vitória, ilha Terceira, Açores.

## Integrantes
Formação atual
- Douglas Robb - vocal, guitarra rítmica (1995–presente)
- Dan Estrin - guitarra solo, vocal de apoio (1995–presente)
- Chris Hesse - bateria, percussão (1995–presente)
- Jesse Charland - baixo (2009-presente)

Ex-membros
- Jeremy Wasser - saxofone (1995–2000)
- Markku Lappalainen - baixo (1995–2005)
- Derek Kwan - saxofone (1997–1999)
- Josh Moreau - baixo (2006–2008)
- David Amezcua - baixo (2008)

## Discografia

### Álbuns de estúdio
- 1997 - Muffins
- 1998 - They Sure Don't Make Basketball Shorts Like They Used To
- 2001 - Hoobastank
- 2003 - The Reason
- 2006 - Every Man for Himself
- 2009 - For(n)ever
- 2012 - Fight or Flight
- 2018 - Push Pull

### EP's e coletâneas
- 2002 - The Target (EP)
- 2009 - The Greatest Hits: Don't Touch My Moustache
- 2009 - Live from the Wiltern
- 2010 - Is This the Day?

### DVD's
- 2004 - Let It Out
- 2006 - La Cigale
- 2010 - Live from the Wiltern

### Singles
| Ano                                                                | Título                               | Posições nas paradas | Posições nas paradas | Posições nas paradas | Posições nas paradas | Posições nas paradas | Posições nas paradas | Posições nas paradas | Posições nas paradas | Posições nas paradas | Posições nas paradas | Posições nas paradas | Álbum                    |
| Ano                                                                | Título                               | EUA                  | EUA Alt              | EUA Main             | EUA Adult            | AUS                  | HUN                  | AUT                  | SUI                  | ITA                  | ALE                  | GBR                  | Álbum                    |
| ------------------------------------------------------------------ | ------------------------------------ | -------------------- | -------------------- | -------------------- | -------------------- | -------------------- | -------------------- | -------------------- | -------------------- | -------------------- | -------------------- | -------------------- | ------------------------ |
| 2001                                                               | "Crawling in the Dark"               | 68                   | 3                    | 7                    | —                    | 61                   | —                    | —                    | —                    | —                    | —                    | 26                   | Hoobastank               |
| 2002                                                               | "Remember Me"                        | —                    | 23                   | 28                   | —                    | —                    | —                    | —                    | —                    | —                    | —                    | —                    | Hoobastank               |
| 2002                                                               | "Running Away"                       | 44                   | 2                    | 9                    | 31                   | 83                   | —                    | —                    | —                    | —                    | —                    | 100                  | Hoobastank               |
| 2004                                                               | "Out of Control"                     | —                    | 9                    | 16                   | —                    | —                    | —                    | —                    | —                    | —                    | —                    | —                    | The Reason               |
| 2004                                                               | "The Reason" (Ouro)                  | 2                    | 1                    | 1                    | 1                    | 7                    | 3                    | 5                    | 6                    | 1                    | 15                   | 12                   | The Reason               |
| 2004                                                               | "Same Direction"                     | —                    | 14                   | 20                   | —                    | —                    | —                    | —                    | —                    | —                    | 49                   | —                    | The Reason               |
| 2005                                                               | "Disappear"                          | 101                  | 24                   | —                    | 16                   | —                    | —                    | 75                   | —                    | —                    | 99                   | —                    | The Reason               |
| 2006                                                               | "If I Were You"                      | 117                  | 23                   | 27                   | 18                   | —                    | —                    | 60                   | 58                   | 45                   | 58                   | —                    | Every Man for Himself    |
| 2006                                                               | "Inside of You"                      | —                    | 27                   | 27                   | —                    | —                    | 11                   | —                    | —                    | —                    | —                    | —                    | Every Man for Himself    |
| 2006                                                               | "Born to Lead"                       | —                    | —                    | 25                   | —                    | —                    | —                    | —                    | —                    | —                    | —                    | —                    | Every Man for Himself    |
| 2008                                                               | "My Turn"                            | —                    | 24                   | 23                   | —                    | —                    | —                    | —                    | —                    | —                    | —                    | —                    | For(n)ever               |
| 2009                                                               | "So Close, So Far"                   | —                    | —                    | —                    | 24                   | —                    | —                    | —                    | —                    | —                    | —                    | —                    | For(n)ever               |
| 2009                                                               | "The Letter" (feat. Vanessa Amorosi) | —                    | —                    | —                    | —                    | 39                   | —                    | —                    | —                    | —                    | —                    | —                    | For(n)ever               |
| 2010                                                               | "Never Be Here Again"                | —                    | —                    | —                    | —                    | —                    | —                    | —                    | —                    | —                    | —                    | —                    | AT&T Team USA Soundtrack |
| 2010                                                               | "Is This the Day?"                   | —                    | —                    | —                    | —                    | —                    | —                    | —                    | —                    | —                    | —                    | —                    | Is This the Day?         |
| "—" denota singles lançados que não entraram nas paradas musicais. |                                      |                      |                      |                      |                      |                      |                      |                      |                      |                      |                      |                      |                          |